# TSPAN5
TSPAN5 (англ. Tetraspanin 5) – білок, який кодується однойменним геном, розташованим у людей на 4-й хромосомі. Довжина поліпептидного ланцюга білка становить 268 амінокислот, а молекулярна маса — 30 337.
| 10         |  | 20         |  | 30         |  | 40         |  | 50         |
| ---------- |  | ---------- |  | ---------- |  | ---------- |  | ---------- |
| MSGKHYKGPE |  | VSCCIKYFIF |  | GFNVIFWFLG |  | ITFLGIGLWA |  | WNEKGVLSNI |
| SSITDLGGFD |  | PVWLFLVVGG |  | VMFILGFAGC |  | IGALRENTFL |  | LKFFSVFLGI |
| IFFLELTAGV |  | LAFVFKDWIK |  | DQLYFFINNN |  | IRAYRDDIDL |  | QNLIDFTQEY |
| WQCCGAFGAD |  | DWNLNIYFNC |  | TDSNASRERC |  | GVPFSCCTKD |  | PAEDVINTQC |
| GYDARQKPEV |  | DQQIVIYTKG |  | CVPQFEKWLQ |  | DNLTIVAGIF |  | IGIALLQIFG |
| ICLAQNLVSD |  | IEAVRASW   |  |            |  |            |  |            |

A: Аланін

C: Цистеїн

D: Аспарагінова кислота

E: Глутамінова кислота

F: Фенілаланін

G: Гліцин

H: Гістидин

I: Ізолейцин

K: Лізин

L: Лейцин

M: Метіонін

N: Аспарагін

P: Пролін

Q: Глутамін

R: Аргінін

S: Серин

T: Треонін

V: Валін

W: Триптофан

Локалізований у клітинній мембрані, мембрані.